# Leon Jankowski (poseł)
Leon Jankowski (ur. 25 grudnia 1914 lub 28 stycznia 1911 w Gdańsku, zm. ?) – polski urzędnik i działacz polityczny związany z Gdańskiem, poseł do Krajowej Rady Narodowej (1946–1947) i na Sejm Ustawodawczy (1947–1952). 

## Życiorys
W 1933 ukończył naukę w Gimnazjum Polskim Macierzy Szkolnej w Gdańsku, po czym pracował dla Polskich Kolei Państwowych w Wolnym Mieście Gdańsku (m.in. jako dyżurny ruchu na stacji Gdańsk Wrzeszcz). W lipcu 1939 przez ponad trzy tygodnie więziony za wywieszenie gazety ściennej w języku polskim na stacji PKP Gdańsk – Nowy Port Wiślany. W latach 1939–1940 przebywał w KL Stutthof, następnie na robotach na Pomorzu Zachodnim. 
Od 1946 do 1947 sprawował mandat posła do Krajowej Rady Narodowej, a w latach 1947–1952 mandat posła na Sejm Ustawodawczy wybranego w okręgu Gdańsk z rekomendacji Stronnictwa Ludowego. Zasiadał w Komisjach Morskiej i Handlu Zagranicznego. Następnie działał w Zjednoczonym Stronnictwie Ludowym.
Należał m.in. do Polskiego Czerwonego Krzyża, Ligi Morskiej czy Polskiego Klubu Morskiego. W grudniu 1983 wyróżniony Pamiątkowym Medalem z okazji 40 rocznicy powstania Krajowej Rady Narodowej (1983).